# Unterseeboot UB-93
Pour les autres navires du même nom, voir Unterseeboot 93.
L'Unterseeboot UB-93 est un sous-marin (U-Boot) allemand de type UB III utilisé par la Kaiserliche Marine pendant la Première Guerre mondiale. Il fut mis en service dans la marine impériale allemande le 15 mai 1918.
L'UB-93 s’est rendu à la Grande-Bretagne le 21 novembre 1918 et a été démantelé à Rochester en 1922.

## Conception
Comme tous les sous-marins de type UB III, l'UB-93 avait un déplacement de 510 tonnes en surface et de 640 tonnes en immersion. Ses moteurs lui permettaient de naviguer à 13 nœuds (24 km/h) en surface et à 7,4 nœuds (13,7 km/h) en immersion. Il avait une autonomie de 7120 milles marins (13190 km) à sa vitesse de croisière. L'UB-93 transportait 10 torpilles et était armé d’un canon de pont de 10,5 cm. L'UB-93 avait un équipage pouvant compter jusqu’à 3 officiers et 31 hommes.

## Historique des services
L'UB-93 a été construit par AG Vulcan à Hambourg. Après un peu moins d’un an de construction, il a été lancé à Hambourg le 12 avril 1918. Il a été mis en service plus tard la même année sous le commandement de l'Oberleutnant zur See (R) Karl Thouret.

## Affectations
- IIe flottille : du 22 août au 11 novembre 1918[4]

## Commandants
- Oberleutnant zur See der Reserve Karl Thouret[5] : du 15 mai au 1er juin 1918
- Kapitänleutnant Friedrich Götting[6] : du 2 juin au 11 novembre 1918